# احمد شوهانی
احمد شوهانی نمایندهٔ دورهٔ نهم مجلس شورای اسلامی و عضو کمیسیون امنیت ملی و سیاست خارجی مجلس شورای اسلامی از حوزهٔ انتخابیهٔ ایلام، ایوان ، چرداول،مهران و ملكشاهي در استان ایلام است.دكتر شوهاني عضو هيئت علمي در رشته علوم سياسي است.از دیگر سوابق ایشان ریاست خانه مطبوعات استان ایلام است.همچنين دكتر شوهاني خبرنگار و صاحب امتياز يكي از نشريات داخلي كشور نيز مي باشند. 